# Belma
Belma er en ungdomsfilm instrueret af Lars Hesselholdt efter manuskript af Pascal Lonhay.

## Handling
Krigen i eks-Jugoslavien bliver pludselig meget nærværende for den 16-årige computerfreak Rasmus, da han møder og forelsker sig i den jævnaldrende flygtningepige Belma. Belma bor sammen med sin far og andre flygtninge på Flotel Europa i København. En dag genkender Belmas far en af torturbødlerne fra den fangelejr, han selv har siddet i. Bødlen overfaldes og Belmas far anholdes. Rasmus og Belma må bevise hans uskyld.

## Medvirkende
- Simon Holk som Rasmus
- Emina Isovic som Belma
- Fatima Zerqueria som Belmas mor
- Rade Šerbedžija som Josip
- Jess Ingerslev som Erik
- Börje Ahlstedt som Karl
- Nastja Arcel som Anette
- Morten Iversen som Tobias
- Zdenko Jelčić som Zoranovic
- Mette Bratlann som vagt ved Flotel
- Folmer Rubæk som kommissær
- Ann Hjort som sygeplejerske
- Morten Eisner som hospitalsvagt
- Jes Dorph-Petersen som reporter